# Pyščugskij rajon
Il Pyščugskij rajon (in russo Пыщугский район?) è un rajon dell'Oblast' di Kostroma, nella Russia europea; il capoluogo è Pyščug. Ricopre una superficie di 1.930 chilometri quadrati e nel 2010 ospitava una popolazione di circa 6.000 abitanti.